# Titularbistum Stephaniacum
Stephaniacum (ital.: Stefaniaco) ist ein Titularbistum der römisch-katholischen Kirche.
Es geht zurück auf einen antiken Bischofssitz in der gleichnamigen Stadt, die sich in der römischen Provinz Epirus Novus bzw. Epirus befand. Das Titularbistum Stephaniacum gehörte der Kirchenprovinz Dyrrachium an.
| Titularbischöfe von Stephaniacum |                                                 |                                                   |                    |                   |
| Nr.                              | Name                                            | Amt                                               | von                | bis               |
| 1                                | Giovanni Stamati                                | Apostolischer Administrator von Lungro (Italien)  | 25. März 1967      | 20. Februar 1979  |
| 2                                | József Szendi                                   | Apostolischer Administrator von Veszprém (Ungarn) | 5. April 1982      | 3. September 1983 |
| 3                                | Luis Robles Díaz Titularerzbischof pro hac vice | Apostolischer Nuntius Kurienerzbischof            | 16. Februar 1985   | 7. April 2007     |
| 4                                | Mario Delpini                                   | Weihbischof in Mailand (Italien)                  | 13. Juli 2007      | 7. Juli 2017      |
| 5                                | Marcelo Julián Margni                           | Weihbischof in Quilmes (Argentinien)              | 5. Dezember 2017   | 7. August 2021    |
| 6                                | Maksym Rjabucha SDB                             | Weihbischof in Donezk (Ukraine)                   | 19. September 2022 | 17. Oktober 2024  |